# Pseudomaraces birmanicus
Pseudomaraces birmanicus là một loài tò vò trong họ Ichneumonidae.